# Тебе, Бога, хвалимо

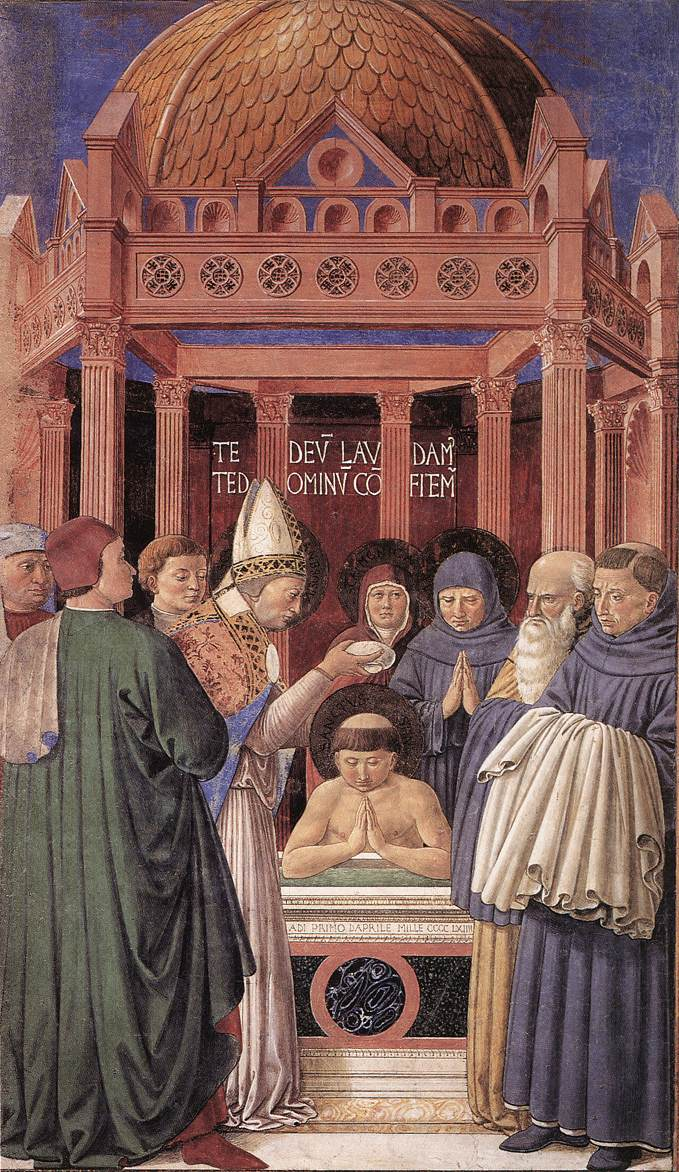
Хрещення св. Августина св. Амвросієм Медіоланським

«Тебе, Бога, прославляєм» або «Te Deum» (також: Подячний гімн св. Амвросія Медіоланського, «Te Deum laudamus») — похвальний гімн, що походить з ранньохристиянських часів та бере назву від своїх початкових слів. Нині гімн використовується Католицькою церквою, Православною церквою, Лютеранськими церквами, Англіканською спільнотою під час утрені в рамках Літургії годин та проголошення подяки Богу під час спеціальних богослужінь або у рамках літургії чи меси.
У традиційній та сучасній латинській Літургії годин «Te Deum» співається наприкінці утрені в усі дні, коли «Gloria» співається на месі. У традиційному бревіарії, це всі неділі, окрім періоду Адвенту, Семидесятої неділі, Великого посту; на всі урочистості, окрім Великого четверга та Невинноубитих немовлят, тільки якщо вони не припадають на неділю; та всі ферії під час Пасхалії. У сучасному бревіарії співання подячного гімну передбачене в усі неділі, окрім Адвенту та Великого посту, та на всі урочистості, включно з октавами Пасхи і Різдва. Також поряд із стандартними кантиками передбачається англіканською Книгою загальної молитви під час вранішньої молитви та утрені у лютеран та інших представників протестантських конфесій. У візантійській літургійній традиції Амвросіївський гімн є частиною подячного молебну (грец. παρακλεσις), але загалом використовується рідше, ніж у латинській традиції.

## Історія гімну
Згідно з традиційною версією гімн був створений за натхненням Святого Духа Амвросієм Медіоланським (в основному) та Блаженним Августином з нагоди хрещення останнього на Пасху 387 року. Св. Амвросій натхненно почав спів гімну, а Августин продовжив у відповідь.
На сьогодні багато істориків вважають, що гімн почав формуватись близько першої половини IV століття. За цією версією він утворився шляхом злиття двох або більше гімнів Богу-Отцю та Богу-Сину. Відповідно до цієї схеми друга половина (славослов'я Богу-Сину) починається зі слів: «Tu rex gloriae, Christe», а прохання, що починаються з «Salvum fac populum tuum» є вибіркою віршів із Псалтиру. Існує також версія, що автором «Тебе, Бога, хвалимо» є Никита, єпископ Ремезіанський (бл. 400 р.).
Уперше повна версія гімну з'являється в північноірландському «Багонському антифонарії» (лат. Antiphonarium Benchorense) (бл. 690 р.). Перші ж переклади з'являються у IX столітті. За своє формою цей гімн наслідує Символ віри, починаючись проголошенням слави Богу-Отцю та перелічуються сили небесні та церкви, що славословлять, у ієрархічному порядку. За цим йде оспівування Бога-Сина, Його втілення та страждання і закінчується частина прославлення славослов'ям Святому Духові. Після цього йдуть прохання про прощення гріхів та захисту від майбутніх.

## Музика
Через свою подячну та дуже урочисту форму «Te Deum» завжди був популярним серед композиторів для написання на його слова музики. Особливо популярним він став у період пізнього Ренесансу та бароко перетворившись на особливий пишний ритуал.

### Приклади
Tonus Sollemnis - Григоріанський хоралⓘ
У період раннього Середньовіччя існувало декілька мелодій «Te Deum» у григоріанському стилі. Перші поліфонічні твори з'являються у XIII століття та досягли більшого розвитку в XV—XVI століттях. З XVI століття набув вигляду поліфонічного мотету в творчості І. Вальтера, Л. Зенфля, О. Лассо, Д. Ортиса та інших. У цей час хорал співався поперемінно між громадою та хором. Стара мелодія грала роль Cantus Firmus. У XVIII столітті «Te Deum» набув класичного вигляду в творах Г. Генделя, Й. Гайдна, В. А. Моцарта, Г. Шютца, Ж. Б. Люллі та ін., а також Г. Берліоза, А. Веделя, О. Архангельського, М. Римського-Корсакова, Ф. Ліста, Дж. Верді, А. Дворжака та ін.
Серед найвизначніших композиторів, що писали для цього гімну були у період:

#### Відродження
| Композитор                                 | Назва                   | Опус/номер | Рік створення | Музичні приклади |
| ------------------------------------------ | ----------------------- | ---------- | ------------- | ---------------- |
| Якоб Преторіус Старший († 1586)            | Te deum laudamus a 4    |            |               |                  |
| Джованні П'єрлуїджі да Палестріна († 1594) | Te Deum з Missa Te Deum | lib.IX     |               |                  |

#### Бароко
| Композитор                            | Назва | Опус/номер | Рік створення                                     | Музичні приклади |
| ------------------------------------- | --- | --- | ------------------------------------------------- | --- |
| Генріх Шютц (1585–1672)               | Herr Gott, dich loben wir (Німецький «Te Deum»)                                                                           | SWV 472 | 1668?                                             | |
| Іржі Мельчль (1624–1693)              | Te Deum | |                                                   | |
| Жан-Батіст Люллі (1632–1687)          | Te Deum | LWV 55 | 1677                                              | Te Deum: Симфоніяⓘ |
| Дітріх Букстехуде (1637–1707)         | Te Deum laudamus | BuxWV 218 |                                                   | |
| Марк Антуан Шарпантьє (1643–1704)     | Te Deum à 8 з флейтами та скрипками Te Deum à 8 Te Deum для 4 голосів Te Deum en ut majeur для 4 голосів та басо контінуо | H 145 H 146 H 147 H 148 | 1687 бл. 1690                                     | Te Deum H146: Te Deum Н 146: Прелюдіяⓘ Te Deum Н 146: Te Deum laudamusⓘ                                                |
| Мішель Рішар Делаланд (1657–1726)     | Te Deum laudamus | S32 (VI liv.) | 1684                                              | Te Deum: Симфоніяⓘ Te Deum: Te Deum laudamusⓘ Te Deum: Sanctus Dominus Deus Sabaothⓘ Te Deum: Tu Rex gloriae, Christeⓘ |
| Генрі Перселл (1659–1695)             | Te Deum Laudamus in Bb Te Deum and Jubilate Deo in D                                                                      | Z230/1 Z232 | раніше 1682 1694                                  | |
| Луї Маршан (1669–1732)                | Te Deum для хору та органу                                                                                                | |                                                   | |
| Антоніо Кальдара (1670 або 1671–1736) | Te Deum для альта соло, подвійного хору та оркестру                                                                       | | 1724                                              | Te Deum: Te Deum laudamusⓘ                                                                                             |
| Ян Дісмас Зеленка (1679–1745)         | Te Deum | ZWV 145 ZWV 146 | бл. 1724 1731                                     | Te Deum ZWV 146: Te Deum ZWV 146: Te Deum laudamusⓘ Te Deum ZWV 146: Tu ad liberandumⓘ Te Deum ZWV 146: Æterna facⓘ    |
| Доменіко Скарлатті (1685–1757)        | Te Deum a 8 do-major | |                                                   | |
| Ґеорґ Фредерік Гендель (1685–1759)    | Утрехтський Te Deum Te Deum «Королеви Кароліни» Чандоський Te Deum Te Deum in A major Деттінгенський Te Deum              | HWV 278 (HG 31; HHA III/3) HWV 280 (HG 37; HHA III/8) HWV 281 (HG 37; HHA III/7) HWV 282 (HG 37; HHA III/8) HWV 283 (HG 25; HHA III/13) | 1713 1714 бл. 1717–1718 1726 12-бл. 29 липня 1743 | |
| Йоганн Адольф Гассе (1699–1785)       | Te Deum | | 1751                                              | |
| Йоганн Крістіан Бах (1735–1782)       | Міланський «Te Deum» | | 1762                                              | |

#### Класики
```
(текст
 
— 
Ігнац Франц
, 
1771
 
р.)
```

| Композитор                              | Назва | Опус/номер                  | Рік створення  | Музичні приклади |
| --------------------------------------- | --- | --------------------------- | -------------- | ---------------- |
| Джузеппе Сарті (1729–1802)              | Te Deum «Тебе, Бога, хвалим» |                             | 1789           |                  |
| Йозеф Гайдн (1732–1809)                 | Te Deum | Hob. XXIIIc:1 Hob. XXIIIc:2 | 1765 1800      |                  |
| Антоніо Сальєрі (1750–1826)             | Te Deum laudamus de Incoronazione D-Dur для чотирохголосого хору та оркестру Te Deum laudamus D-Dur для подвійного хору та оркестру Te Deum laudamus C-Dur для солістів, чотирьохголосого хору та оркестру |                             | 1790 1799 1819 |                  |
| Дмитро Бортнянський (1751–1825)         | 14 «Хвалебних пісень» «Тебе Бога, хвалимо» (4 чотирохголосних, 10 двоххорних) |                             |                |                  |
| Йоганн Готфрід Шіхт (1753–1823)         | 4 хоральних Te Deum на німецький текст |                             |                |                  |
| Вольфганг Амадей Моцарт (1756–1791)     | Te Deum Do-major | KV 141                      | 1769           |                  |
| Вінченцо Ригіні (1756–1812)             | Te Deum |                             | 1810           |                  |
| Йозеф Ельснер (1769–1854)               | Te Deum | Op. 11                      |                |                  |
| Ян Теобальд Гельд (1770–1851)           | Te Deum |                             |                |                  |
| Кристоф Ернст Фрідріх Вейсе (1774–1842) | Te Deum |                             |                |                  |
| Йозеф Оневальд (1781–1856)              | Te Deum D major | Op. 2/1                     |                |                  |
| Кароль Курпінський (1785–1857)          | Te Deum для соло, хору та оркестру |                             | 1829           |                  |

#### Романтизму
| Композитор                              | Назва                         | Опус/номер    | Рік створення | Музичні приклади |
| --------------------------------------- | ----------------------------- | ------------- | ------------- | ---------------- |
| Гектор Берліоз (1803–1869)              | Te Deum                       | Op. 22 (H118) | 1849          |                  |
| Фелікс Мендельсон-Бартольді (1809–1847) |                               |               |               |                  |
| Отто Ніколаї (1810–1849)                |                               |               |               |                  |
| Ференц Ліст (1811–1886)                 |                               | S.24 S.27     | 1853? 1867    |                  |
| Джузеппе Верді (1813–1901)              | з циклу "Чотири духовні п'єси |               | 1895-97       |                  |
| Фрідріх Кіль (1821–1885)                |                               |               |               |                  |
| Антон Брукнер (1824–1896)               |                               | WAB 45        | 1881–1884     |                  |
| Жорж Бізе (1838–1875)                   | Te Deum                       |               | 1858          |                  |
| Антонін Дворжак (1841–1904)             | Te Deum                       | op. 103       | 1892          |                  |
| Сер Едвард Елгар (1857–1934)            | Te Deum                       |               |               |                  |

#### Сучасності
- Макс Фільке (1855–1911)
- Ральф Воган Вільямс (1872–1958)
- Макс Реґер (1873–1916)
- Хавергал Браян (1876–1972)
- Йозеф Хаас (1879–1960)
- Золтан Кодай (1882–1967)
- Вальтер Браунфельс (1882–1954)
- Вільгельм Фуртвенґлер (1886–1954)
- Ернст Пеппінґ (1901–1981)
- Вільям Велтон (1902–1983)
- Герман Шредер (1904–1984)
- Генріх Зутермайстер (1910–1995)
- Персі Янґ (1912–2004)
- Бенджамін Бріттен (1913–1976)
- Ганс Посегга (1917–2002)
- Рут Цехлін (1926–2007)
- Гюнтер Герлах (1928–2003)
- Генріх Поос (*1928)
- Петр Ебен (*1929)
- Кшиштоф Пендерецький (*1933)
- Зигфрід Маттус (*1934)
- Арво Пярт (*1935)
- Ян Зандстрем (*1954)
- Стів Доброгош (*1956)
- Вінфред Новак (*1965)

## «Te Deum» у державних церемоніях
У період Середньовіччя цей гімн почав використовуватись під час різноманітних урочистих церемоній, монарших входів, коронацій та інших. З часом саме виконання гімну перетворюється на особливу церемонію, що мала підкреслити велич монарха та походження його влади від Бога. Особливо добре такі зміни простежуються на прикладі Франції, де ідеї королівської влади з часом набули найбільшого розвитку. Церемонія «Te Deum» була введена у 1587 р. королем Генріхом III та символізувала нові уявлення про персону короля. Відповідно до сучасних історико-культурологічних концепцій-перетворення тіла короля з символічного на репрезантативне. 
|  | Te Deum, що одночасно відзначався по всьому королівству та збирав разом всі стани і корпорації, примножував присутність короля навіть тоді, коли він особисто не був присутнім. Таким чином цей ритуал міг «повсюди зробити присутньою ту унікальну особистість, втілення держави, саме тоді, коли вона не вважала за необхідне являтися перед своїм та воліла бути відсутньою». Це пояснює збільшення частоти проведення «Te Deum»: хоча його лише зрідка використовували для святкування перемог до 1620 р., з 1621 по 1642 його використовували з цього приводу вісімнадцять разів, двадцять два рази під час неповноліття Людовика XIV, вісімдесят дев'ять разів між 1661 та 1715 роками і ще тридцять дев'ять між 1715 та 1748 роками. |

Te Deum став обов'язковим при святкуванні народження дітей Франції, одруженні принців крові та навіть одужанні короля від важких хвороб. В цих церемоніях інші королівські двори Європи наслідували приклад французького. У Великій Британії ця церемонія була менш пишною та мала більш літургійний характер. На сьогодні вона збереглась у формі Національної подячної служби (англ. National Thanksgiving Service) під час відзначення важливих для держави та корони дат та подій.
У Латиноамериканських країнах, таких як Аргентина, Колумбія, Парагвай, Панама, Гватемала, Перу, на відзначення їхніх національних свят також проводиться служба Te Deum. У Чилі щороку 18 вересня, під час Свят Вітчизни у Соборі Сант'яго об 11 годині ранку проводиться так звана служба Екуменічного «Te Deum» Свят Вітчизни (ісп. Te Deum Ecuménico de Fiestas Patrias), на якій завжди присутні всі вищі урядовці країни на чолі з президентом. Традиція святкувати національне свято Чилі з гімном «Te Deum» з'являється у 1811 році, а у 1870 року вона набуває форми окремої служби. У президентство Сальвадора Альєнде вона стає екуменічною.
У Ватикані, наприкінці кожного року, 31 грудня, проводиться Подячна служба, яку проводить папа римський зі співом Амвросіанського гімну.

## Текст
Латинський текст
| Te Deum laudamus, Te Dominum confitemur. Te aeternum patrem omnis terra veneratur. Tibi omnes Angeli, tibi caeli et universae potestates: Tibi cherubim et seraphim incessabili voce proclamant: Sanctus, Sanctus, Sanctus Dominus Deus Sabaoth. Pleni sunt caeli et terra maiestatis gloriae tuae. Te gloriosus Apostolorum chorus, Te prophetarum laudabilis numerus,Te martyrum candidatus laudat exercitus. Te per orbem terrarum sancta confitetur Ecclesia: Patrem immensae maiestatis, venerandum tuum verum, et unicum Filium, Sanctum quoque Paraclitum Spiritum. Tu Rex gloriae, Christe. Tu Patris sempiternus es Filius. Tu ad liberandum suscepturus hominem, non horruisti Virginis uterum. Tu devicto mortis aculeo, aperuisti credentibus regna caelorum. Tu ad dexteram Dei sedes, in gloria Patris. Iudex crederis esse venturus. Te ergo quaesumus, tuis famulis subveni, quos pretioso sanguine redemisti. Aeterna fac cum sanctis tuis in gloria numerari. Salvum fac populum tuum Domine, et benedic haereditati tuae. Et rege eos, et extolle illos usque in aeternum. Per singulos dies, benedicimus te. Et laudamus nomen tuum in saeculum, et in saeculum saeculi. Dignare Domine, die isto sine peccato nos custodire. Miserere nostri, Domine, miserere nostri. Fiat misericordia tua Domine, super nos, quemadmodum speravimus in te. In te, Domine, speravi - non confundar in aeternum. Amen. | Текст українською (римований) Тебе, Бога, прославляєм, Вічна Тобі честь і слава! Тебе, Отче, величає Безмір Неба, земля жвава. Тобі всі ангельські хори, І небес безкрайніх сили – Херувими й Серафими Шлють невпинно честі співи. Найсвятіший над святими Саваоф – Бог, Цар ласкавий, Повниться земля і небо Величчю Твоєї слави. Апостолів псалмоспіви, Хор пророків величавий, Мученики – вої смілі – Піднести спішать гімн слави. Тебе по землі навколо Із сердець, де любов сяє, В один ритм та в один голос Свята Церква прославляє. Предвічного Отця слави Сина – Слово споконвічне. З Духом лине спів об’яви, Що Ти Цар хвали, о Христе! Ти є Син Отця Предвічний, Щоб спасти світ своїм сконом, Прийняв єство чоловіче, Не погордив Діви лоном. Смерть здолав на хресті в муках, Вирвав її люте жало, Рай відкрили Твої руки, Щоб життя нове настало. Ти сидиш праворуч Бога, Творця світу, Син пресвітлий. Як озветься сурма строга, Ти прийдеш судити світ цей. Просимо – негідні слуги, Заплямовані гріхами: Поможи своєю кров’ю Змити з нас гріховні плями. Всіх візьми в одну родину В сяйво слави і спасіння, Вирятуй люд, Божий Сину, Дай свої благословення. І піклуйся ним довіку, Всіх веди в небесні брами. Хай славиться, душ Владико, Ім’я Твоє всіх устами! Лине пісня величальна, Прославляє Божі справи. Коли прийде мить остання, Для нас, грішних, будь ласкавий. Милосердний будь для люду, Захистом, крилом опіки. Тобі уповати буду, Не посоромлюсь повіки! |

Церковнослов'янський текст
Тебе, Бога, хвалимъ, Тебе, Господа, исповѣдуемъ.

Тебе, Превѣчнаго Отца, вся земля величаетъ.

Тебѣ вси ангели, Тебѣ небеса, и вся силы.

Тебѣ херувимы и серафимы непрестанными гласы взываютъ

Святъ,Святъ,Святъ Господь Богъ Саваоѳъ.

Полны суть небеса и земля величества славы Твоея.
Тебе преславный апостольскій ликъ,

Тебе пророческое хвалебное число,

Тебе хвалит пресвѣтлое мученическое воинство.

Тебе по всей вселеннѣй исповѣдуетъ Святая Церковь

Отца непостижимаго величества

Покланяемаго Твоего истиннаго и единороднаго Сына,

И Святаго Утѣшителя Духа.
Ты Царю славы, Христе,

Ты Отца присносущный Сынъ еси.

Ты ко избавленію пріемля человѣка, не возгнушался еси дѣвическаго чрева.

Ты, одолѣвъ смерти жало, отверзлъ еси вѣрующимъ Царство Небесное.
Ты одесную Бога сѣдиши во славѣ Отчей

Судія пріити вѣришися.

Тебе убо просимъ помози рабомъ Твоимъ, ихже честною кровію искупилъ еси,

Сподоби со святыми Твоими въ вѣчной славѣ Твоей царствовати.
Спаси люди Твоя, Господи, и благослови достояніе Твое,

Исправи я, и вознеси ихъ во вѣки,

Во вся дни благословимъ Тебе,

И восхвалимъ имя Твое во вѣкъ, и во вѣкъ вѣка.

Сподоби, Господи, в день сей без грѣха сохранитися намъ,
Помилуй насъ, Господи, помилуй насъ.

Буди милость Твоя, Господи, на насъ, якоже уповахомъ на Тя.

На Тя, Господи, уповахомъ, да не постыдимся во вѣки, аминь.